# Berner Hobelkäse

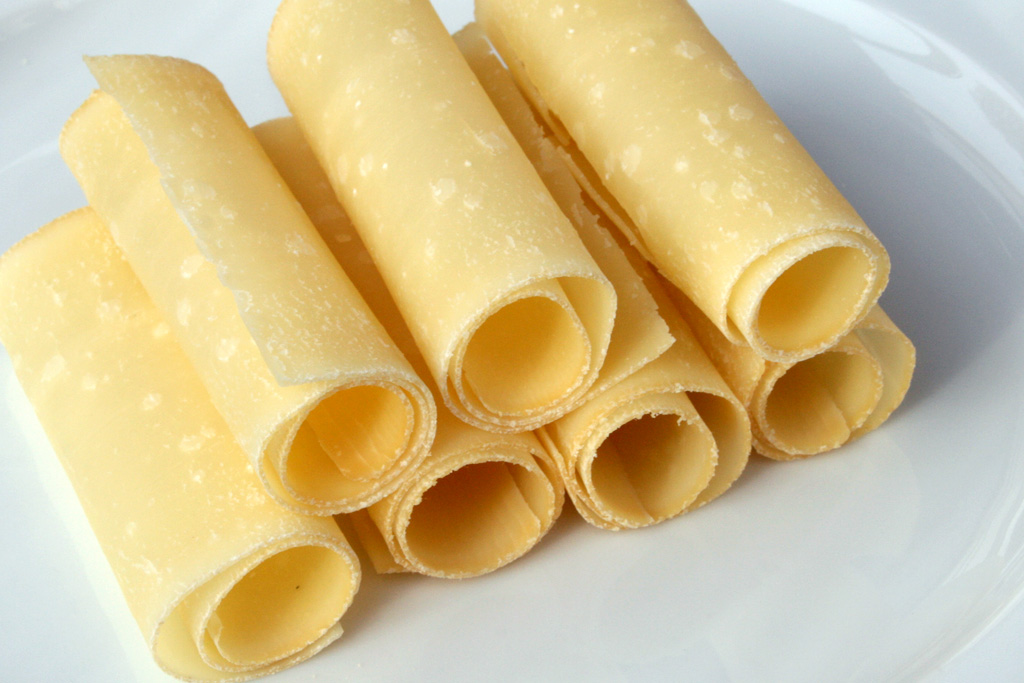
Berner Hobelkäse

Berner Hobelkäse is een Zwitserse bergkaas uit het kanton Bern. Het is extra harde variëteit van de Berner Alpkäse, die ten minste twee jaar gerijpt heeft. Hij wordt boven een houtvuur uit rauwe melk bereid.
Deze kaas komt alleen van een van de 500 bergweiden uit het kanton Bern. De melk van de koeien is door de typische alpenkruiden niet alleen kruidig, maar bevat ook een hoge concentratie meervoudig onverzadigde vetzuren.
De kaas wordt doorgaans met een kaasschaaf (Hobel) in plakken gesneden, vanwaar de naam Hobelkäse is ontstaan.